# Gli Aristogatti
Gli Aristogatti (The Aristocats) è un film d'animazione del 1970 diretto da Wolfgang Reitherman. È prodotto da Walt Disney Productions, con le voci originali di Phil Harris, Eva Gabor e Sterling Holloway. È il ventesimo Classico Disney.
Il film è ispirato a una storia di Tom McGowan e Tom Rowe relativa a un'amabile famigliola di gatti, che vive serenamente presso la casa di una anziana aristocratica parigina, alle prese con un maggiordomo che vuole impadronirsi della loro eredità. Un gatto di nome Romeo e altri amici animali aiuteranno gli Aristogatti a tornare a casa e cacciare il furfante maggiordomo. Fu distribuito nei cinema degli Stati Uniti da Buena Vista Distribution l'11 dicembre 1970.
Il film è noto per essere stato l'ultimo progetto cinematografico approvato da Walt Disney stesso e il primo prodotto dopo la sua morte, avvenuta nel 1966 (egli aveva tuttavia lavorato alle prime versioni del soggetto de Le avventure di Bianca e Bernie nel 1962). La produzione del film impiegò quattro anni, con un budget di quattro milioni di dollari.
Cinque dei nove animatori storici della Walt Disney Company (i cosiddetti "Nine Old Men") parteciparono alla realizzazione del film, compresa la squadra Disney, che aveva lavorato in media per 25 anni. Alla sua uscita, il film fu un successo di pubblico, meno di critica.

## Trama
Parigi, 1910. Nella magione della cantante lirica in pensione Madame Adelaide Bonfamille vivono una gatta di nome Duchessa e i suoi tre cuccioli Bizet, Matisse e Minou, insieme al maggiordomo Edgar.
Un giorno Madame Adelaide convoca a casa sua l'avvocato Georges Hautecourt, suo vecchio ed eccentrico amico, per redigere il suo testamento, nel quale indica che, siccome non ha parenti in vita, desidera che i suoi gatti diventino i diretti eredi di tutti i suoi averi e che li tengano fino alla morte, dopo la quale sarà Edgar a ereditare il tutto. Il maggiordomo origlia il tutto dalla sua camera e, non essendo disposto ad aspettare che i gatti muoiano naturalmente per divenire erede, architetta un malefico piano per rimuoverli dalla posizione di eredità.
Dopo aver fatto addormentare i gatti mettendo del sonnifero nel loro cibo, Edgar li mette in una cesta e si dirige con una motocarrozzetta verso le campagne fuori Parigi per abbandonarli. Durante il tragitto si ritrova involontariamente ad attraversare una tenuta sorvegliata da due cani da caccia, di nome Napoleone e Lafayette, che gli tendono una vera e propria imboscata. Edgar, sebbene ne esca sconfitto, riesce comunque a fuggire, lasciando però dietro di sé l'ombrello, le scarpe, il cappello, la cesta dei gatti e il sidecar della moto. I gatti rotolano insieme alla cesta sulla sponda di un fiume e rimangono illesi, ma bloccati in campagna. Nel frattempo, in città, Adelaide, il topo Groviera e la giumenta Frou-Frou scoprono la loro assenza.
Il mattino seguente, Edgar mostra a Frou-Frou (e inconsapevolmente anche a Groviera) un giornale in cui viene riportata la notizia del rapimento di Duchessa e dei suoi cuccioli, secondo il quale il rapitore non è ancora stato scoperto. Il maggiordomo, vantandosi del suo gesto, svela quindi loro la verità, accorgendosi però di aver lasciato in campagna i suoi effetti personali, che rappresentano indizi che potrebbero portarlo a essere scoperto.
Duchessa intanto incontra un gatto randagio romano (irlandese nella versione originale) di nome Romeo, che si offre di accompagnare lei e i gattini fino a Parigi. I cinque gatti tentano di tornare in città salendo di nascosto su un camion del latte, venendo però scoperti e cacciati in malo modo dall'autista. Durante il ritorno a piedi verso Parigi, Minou cade sfortunatamente in un fiume e Romeo riesce a salvarla, rischiando di affogare. Qui il gruppo incontra Adelina e Guendalina Bla Bla, due oche inglesi sorelle gemelle che stanno facendo una vacanza in Francia. Esse si offrono di unire le forze e accompagnarli verso Parigi. Il gruppo parte, marciando come fanno le oche, fino a raggiungere Parigi. Qui si imbattono in Reginaldo, lo zio delle oche, ubriaco fradicio, quindi Adelina e Guendalina si congedano per riportare lo zio a casa.
Edgar intanto riprende la motocicletta, con cui ritorna nella tenuta di Napoleone e Lafayette e, con qualche difficoltà, riesce a riprendersi i suoi effetti e a tornare alla magione.
A Parigi, Romeo accompagna Duchessa sopra i tetti della città, fino a una casa abbandonata, in cui ha stabilito la sua base; nella casa si trovano anche il gatto jazzista ScatCat e la sua band, amici intimi di Romeo, che intrattengono tutti con la loro musica e passano insieme una serata allegra e divertente, dopo tante peripezie. Dopo che la band se n'è andata a cantare per le strade e i gattini sono a letto, Romeo e Duchessa trascorrono la serata su un tetto vicino e parlano al chiaro di luna, mentre i gattini ascoltano di nascosto da un davanzale. Il tema della conversazione è la questione se Duchessa possa restare insieme a Romeo. Alla fine, pur volendo stare con lui, lei decide di tornare a casa per fedeltà a Madame Adelaide.
I gatti riescono a tornare alla magione e Romeo si congeda tristemente. Edgar però cattura subito Duchessa e i gattini mettendoli in un sacco e, sentendo giungere Adelaide, li nasconde in una stufa. I gatti dicono a Groviera di seguire Romeo e chiedere aiuto. Romeo, ascoltando il racconto del topo, gli ordina di andare a chiedere aiuto ai suoi amici gatti (dicendogli che se dirà loro che lo manda Romeo non gli faranno nulla), mentre lui ritorna alla magione per un primo aiuto. Groviera, con qualche difficoltà iniziale in quanto topo, riesce a ottenere l'aiuto degli amici di Romeo e velocemente li guida alla villa. Edgar mette i gatti in un baule, che ha intenzione di spedire a Timbuctù, in Africa. Frou-Frou, Romeo, Scat Cat e la sua banda lottano tutti contro Edgar, mentre Groviera libera Duchessa e i gattini. Alla fine, i gatti e la giumenta riescono a immobilizzare Edgar e a rinchiudere lui stesso nel baule che verrà inviato a Timbuctù.
Il testamento di Madame Adelaide viene modificato per escludere Edgar e includere Romeo, che rimane a vivere in famiglia con gli altri gatti. La signora apre infine una fondazione di beneficenza, che fornirà una casa a tutti i gatti randagi di Parigi. La grande apertura della stessa è caratterizzata dall'esibizione della band di Scat Cat, a cui si uniscono anche diversi personaggi.

## Personaggi

Concept art di Romeo e Duchessa

- Duchessa (Duchess): Bellissima gatta bianca francese di Madame Adelaide, a cui è molto affezionata, e madre paziente e amorevole di tre graziosi cuccioli. È affascinante, educata e raffinata e porta un collare di diamanti al collo. Si innamora di Romeo, rimanendo affascinata dal suo spirito avventuriero e coraggioso ed è inizialmente costretta a scegliere tra la sua vita a casa con la sua adorata famiglia o una vita con Romeo. Doppiata in inglese da Eva Gabor.
- Romeo (Abraham DeLacey Giuseppe Casey Thomas O'Malley): Un amichevole e simpatico gatto randagio arancione di origine romana, che trova Duchessa e i suoi gattini bloccati in campagna e li aiuta, diventando una figura paterna per i gattini, a cui si lega, e innamorandosi della dolce Duchessa. Nell'edizione originale il suo nome completo è Abraham DeLacey Giuseppe Casey Thomas O'Malley ed è irlandese, mentre in italiano il suo nome si ispira all'omonimo personaggio dell'opera Romeo e Giulietta di William Shakespeare. Doppiato in inglese da Phil Harris.
- Minou (Marie): L'unica figlia femmina di Duchessa, ha il pelo bianco come la madre e porta due fiocchi rosa, uno intorno al collo e uno più piccolo in testa. Romantica ed elegante, a volte tende ad essere molto prepotente, ma crede anche che, essendo femmina, sia la migliore dei tre gattini. La sua specialità è il canto. Come i fratelli, finisce con l'amare Romeo come un padre. Il suo nome nella versione originale è ispirato a quello dell'ultima regina di Francia Maria Antonietta d'Asburgo-Lorena. Doppiata in inglese dalla doppiatrice giovane Liz English.
- Matisse (Toulouse): Il primo figlio maschio di Duchessa, ha il pelo arancione e porta un fiocco azzurro al collo. Ha lo stesso colore di pelo di Romeo che però ha le zampe bianche. Spontaneo e ribelle, aspira a incontrare un duro gatto randagio e adora Romeo come una figura paterna. A volte si comporta in modo rude facendo innervosire la madre e i fratelli. La sua specialità è dipingere, infatti il suo nome italiano è ispirato a quello del pittore fauvista Henri Matisse, mentre il nome originale faceva riferimento ad un altro pittore francese, Henri de Toulouse-Lautrec. Doppiato in inglese dal doppiatore giovane Gary Dubin.
- Bizet (Berlioz): Il secondo figlio maschio di Duchessa, ha il pelo nero e porta un nastrino rosso al collo. È il più timido e schivo, oltre che il più pacifico dei tre gattini. Molto legato alla madre e a Madame Adelaide. La sua specialità è suonare il pianoforte; il suo nome italiano è infatti ispirato al compositore Georges Bizet, autore della Carmen, mentre nella versione originale il nome si rifaceva ad un altro compositore francese romantico, Hector Berlioz. Doppiato in inglese da un altro doppiatore giovane, Dean Clark.
- Edgar: Principale antagonista del film, è il maggiordomo di Madame Adelaide. Premuroso e al contempo avido, tenta di sbarazzarsi dei gatti al fine di ereditare subito la fortuna di Adelaide, che teoricamente gli spetterebbe solo dopo la scomparsa dei gatti. Anche se per queste sue azioni potrebbe apparire cattivo e spietato, in realtà ha comunque un senso di moralità, poiché sceglie di addormentare, rapire ed abbandonare i gatti piuttosto che ucciderli. Alla fine viene messo fuori combattimento dai gatti e spedito a Timbuctù. Doppiato in inglese da Roddy Maude-Roxby.
- Groviera (Roquefort): Un gentile e amichevole topo, molto amico dei gatti protagonisti, che vive nella loro casa. Inizialmente tenta di trovarli dopo che sono stati rapiti, ma senza successo; in seguito viene incaricato da Romeo di andare a rintracciare i suoi amici gatti per chiedere loro aiuto. Doppiato in inglese da Sterling Holloway.
- Scat Cat: un gatto americano (infatti il personaggio è ispirato al famoso jazzista Louis Armstrong). Migliore amico di Romeo e leader di una banda di gatti randagi jazzisti. Suona la tromba. Doppiato in inglese da Scatman Crothers.
- Shun Gon: Un gatto siamese cinese nella banda di Scat Cat. Suona il pianoforte e una batteria fatta di pentole. Doppiato in inglese da Paul Winchell.
- Hit Cat: Un gatto inglese (ispirato a John Lennon) nella banda di Scat Cat. Suona la chitarra acustica. Doppiato in inglese da Lord Tim Hudson.
- Peppo: Un gatto italiano nella banda di Scat Cat. Suona la concertina. Doppiato in inglese da Vito Scotti.
- Billy Boss: Un gatto russo nella banda di Scat Cat. Suona il contrabbasso. Doppiato in inglese da Thurl Ravenscroft.
- Napoleone (Napoleon): Un cane di sant'Uberto dal carattere molto autoritario che vive in una fattoria a cui fa la guardia e attacca Edgar quando questi si intromette nella tenuta. Ogni volta che il suo compagno Lafayette gli dà un suggerimento, Napoleone lo zittisce dicendogli che il capo è lui, per poi procedere ad adottare il suggerimento di Lafayette come suo ordine. Il suo nome è ispirato al celebre imperatore e generale Napoleone Bonaparte. Doppiato in inglese da Pat Buttram.
- Lafayette: Un basset hound compagno di Napoleone, ha un carattere meno aggressivo e più umile. Nonostante sia il membro "sottomesso" del duo, in molti frangenti dimostra di essere più sveglio di Napoleone, fornendogli molti suggerimenti che poi il collega, dopo avergli detto di tacere, fa passare per suoi. Il suo nome è ispirato al generale militare e politico Gilbert du Motier de La Fayette. Doppiato in inglese da George Lindsey.
- Madame Adelaide Bonfamille: Un'anziana e ricca cantante lirica in pensione di Parigi, padrona di Duchessa e i suoi gattini. Non ha parenti in vita e neanche conoscenti, per questo considera i suoi gatti la sua famiglia. Il suo debutto in teatro è avvenuto interpretando la protagonista nella Carmen, che è rimasto il suo ruolo preferito. Doppiata in inglese da Hermione Baddeley.
- Georges Hautecourt: L'avvocato e amico di Madame Bonfamille, un anziano signore vivace, allegro ed eccentrico che nega la sua vecchiaia e addirittura si rifiuta di accettare l'offerta di Edgar di usare l'ascensore invece della lunga scalinata, con un conseguente breve caos. Ha un'evidente cotta per Madame Adelaide, che conosce sin dal suo debutto. Doppiato in inglese da Charles Lane.
- Frou-Frou: La cavalla che solitamente traina la carrozza di Madame Adelaide e che svolge un ruolo nel sottomettere Edgar, che non ha mai sopportato. È una grande amica di Duchessa, i gattini e Groviera. Doppiata in inglese da Nancy Kulp.
- Adelina e Guendalina Blabla (Abigail e Amelia Gabble): Due eccentriche e sofisticate oche inglesi sorelle gemelle che, mentre stanno facendo un tour della Francia a piedi, incontrano i gatti e li aiutano a tornare a casa. Non sono molto simpatiche a Romeo perché, quando quest'ultimo si trovava in acqua, loro più che salvarlo avevano in mente di insegnargli a nuotare correttamente, cosa assai difficile per un gatto. Adelina porta in testa un cappello rosa, Guendalina uno azzurro, entrambi legati a un fiocco. Doppiate rispettivamente da Monica Evans e Carole Shelley.
- Zio Reginaldo (Uncle Waldo): Lo zio di Guendalina e Adelina, che per poco non è finito in pentola in un ristorante ed è ubriaco in quanto il cuoco del locale ha tentato di marinarlo nel vino bianco. Doppiato in inglese da Bill Thompson. Questo era il suo ultimo ruolo prima della sua morte nel 1971, proprio un anno dopo l'uscita del film.

## Colonna sonora
La canzone dei titoli di apertura The Aristocats fu scritta dai Fratelli Sherman al termine del loro mandato di otto anni con la Walt Disney Productions e interpretata in un improbabile inglese dal celebre attore e cantante francese Maurice Chevalier, nel suo ultimo lavoro prima della scomparsa nel Capodanno del 1972.
In fase di produzione vennero eliminate due canzoni, Pourquoi? e She Never Felt Alone. La prima era cantata da Hermione Baddeley come Madame Bonfamille, che canta il suo amore per i gatti, armonizzando nel contempo con una registrazione della propria voce su un disco in vinile. Minou, doppiata da Robie Lester, interrompe la canzone due volte, chiedendo il suo "Purr-quoi?", a cui lei risponde "Perché sono con voi". She Never Felt Alone è una ripresa di Pourquoi? cantata da Robie Lester da sola con un testo diverso, che spiega perché Madame ama lei e i gattini. Di questa canzone rimane nel film una parte recitata su musica, che viene accreditata come canzone nei titoli di testa. Le demo originali delle due canzoni sono incluse tra i contenuti speciali delle edizioni speciali home video, introdotte dal coautore Richard M. Sherman. Il capo della banda dei gatti randagi doveva inizialmente chiamarsi Satchmo Cat, in omaggio a Louis Armstrong che avrebbe dovuto prestare la voce. A causa della malattia che lo porterà alla morte nel 1971, fu scritturato il collega Scatman Crothers rinominando il personaggio in Scat Cat e ricalcando il progetto iniziale. Altre canzoni eliminate sono Le Jazz Hot, My Way's The Highway e How Much You Mean to Me/Court Me Slowly.

### Album

#### Tracce
1. The Aristocats - Maurice Chevalier - 2:08
2. Concertino a quattro zampe - Cinzia De Carolis, Riccardo Rossi, Gianna Spagnulo ed Emanuela Rossi - 1:43
3. Romeo's Swing - Renzo Montagnani - 2:10
4. Alleluja, tutti jazzisti! - 5:55 - Corrado Gaipa, Renzo Montagnani e Cinzia De Carolis
5. Melodia carina / My Paree - George Bruns - 3:20
6. Canzone di amore gattesco - George Bruns - 1:33
7. Il maggiordomo serpente - George Bruns - 1:31
8. Sette vite - George Bruns - 0:57
9. L'oca vola in alto - George Bruns - 1:23
10. Il mulino a vento / Il maggiordomo parla - George Bruns - 2:01
11. Blues / Alleluja, tutti jazzisti! - George Bruns - 0:55 - Corrado Gaipa, Gianna Spagnulo, Cinzia De Carolis e Renzo Montagnani
12. Dopo lei / Lotta fra gatti - George Bruns - 2:21
13. My Paree / Corde in Blue - George Bruns - 2:49
14. Melodia graziosa - George Bruns - 1:45
15. Due cani e una bicicletta - George Bruns - 1:42
16. Alleluja, tutti jazzisti! (reprise) - 1:21

## Distribuzione

Matisse, Bizet e Minou

### Data di uscita
Le date di uscita internazionali sono state:
- 11 dicembre 1970 negli Stati Uniti
- 20 febbraio 1971 in Brasile (Aristogatas)
- 14 maggio in Argentina (Los aristogatos)
- 5 agosto in Australia
- 13 novembre 1971 in Italia
- 22 novembre nel Regno Unito
- 3 dicembre in Svezia (Aristocats)
- 6 dicembre in Spagna (Los aristogatos)
- 8 dicembre in Francia (Les aristochats)
- 16 dicembre in Germania Ovest (Aristocats)
- 17 dicembre in Finlandia (Aristokatit)
- 23 dicembre nei Paesi Bassi (De aristokatten)
- 26 dicembre in Danimarca (Aristocats) e Norvegia (Aristokattene)
- 20 gennaio 1972 a Hong Kong
- 11 marzo in Giappone (Oshyarekyatto)
- 31 luglio in Irlanda
- 25 ottobre 1977 in Portogallo (Os Aristogatos)
- 6 dicembre 1978 in Messico
- 31 marzo 1994 in Ungheria (Macskarisztokraták)

Gli Aristogatti venne riedito nei cinema americani il 19 dicembre 1980 e il 10 aprile 1987. In Italia invece tornò nei cinema nel 1979, 1986, 1993 e 2013.

### Edizione italiana
Il doppiaggio italiano del film venne eseguito negli stabilimenti Fono Roma con la partecipazione della C.V.D. e diretto da Mario Maldesi su dialoghi di Roberto De Leonardis. Nell'edizione italiana vennero cambiati i nomi di gran parte dei personaggi del film. In specie:
- Duchess venne tradotto in Duchessa;
- Marie, Toulouse e Berlioz diventarono Minou, Matisse e Bizet;
- Thomas O'Malley venne cambiato in Romeo e la sua nazionalità da irlandese diventò italiana ("The Alley Cat" diventò "Er mejo der Colosseo");
- Roquefort venne cambiato in Groviera;
- Napoleon venne tradotto in Napoleone;
- Abigail e Amelia Gobble diventarono Guendalina e Adelina Bla Bla, mentre il loro zio Waldo venne cambiato in Reginaldo.

### Edizioni home video
Il film fu distribuito in VHS in Italia nel febbraio 1994. Una versione rimasterizzata uscì nel febbraio 2000, seguita da un'altra nel 2002. Tutte le edizioni presentavano il film nel suo formato di produzione in 4:3. Nella VHS del 2000, alla fine del film, sono stati inseriti 3 cortometraggi della serie Figaro: Figaro e Cleo, Il giorno del bagno e Figaro e Frankie.
La prima edizione DVD uscì l'8 novembre 2001. Il film era presente con lo stesso master della seconda edizione VHS e l'audio in italiano, inglese e tedesco in Dolby Surround 5.1. I sottotitoli erano in italiano, inglese, francese, tedesco, tedesco per non udenti e spagnolo. Come extra erano inclusi una galleria di immagini, il cortometraggio Il cugino di campagna (erroneamente indicato come Pasticciopoli), il canta con noi di "Alleluja, tutti jazzisti!", il dietro le quinte I fratelli Sherman: gli aristocratici delle canzoni Disney e il gioco Cantando e dipingendo. Il 3 settembre 2003 il DVD fu incluso nel cofanetto I migliori amici a 4 zampe con Oliver & Company e Red e Toby nemiciamici.
Una nuova edizione DVD è uscita il 16 aprile 2008. Il film viene presentato in una nuova trasposizione digitale nel formato di proiezione panoramico in 1,75:1 (ritagliandone i lati orizzontali rispetto a quello di produzione), con l'audio italiano, inglese e ceco in Dolby Digital 5.1 e quello ungherese in Dolby Surround 2.0, oltre ai sottotitoli in italiano, inglese, inglese per non udenti, ungherese, slovacco, croato, sloveno e ceco. Come extra, rispetto all'edizione precedente, Il cugino di campagna è stato sostituito con Il giorno del bagno, il canta con noi con una selezione di canzoni, e Cantando e dipingendo con i due nuovi giochi Il gattino virtuale e Il gioco dei nomi, mentre sono stati aggiunti la canzone eliminata "She Never Felt Alone", un estratto dall'episodio di Disneyland "La grande famiglia dei gatti" e, nella versione italiana, un video musicale di Mario Biondi & The High Five delle canzoni "Thomas O'Malley" e "Ev'rybody Wants to Be a Cat". Il 4 novembre 2015 il DVD è stato ristampato per l'inclusione all'interno della collana Disney: I Classici.
Il film è stato distribuito in Blu-ray Disc il 26 settembre 2012. Questa edizione presenta il film rimasterizzato in formato 1,66:1, recuperando parti di immagine rispetto alla precedente edizione DVD. È incluso l'audio italiano, tedesco e olandese in DTS 5.1, quello inglese in DTS-HD MA, quello francese in DTS-HD HR e quello turco in Dolby Digital 5.1, con i sottotitoli in italiano, inglese, inglese per non udenti, tedesco, olandese, francese e turco. Negli extra, rispetto alla precedente edizione DVD, sono stati rimossi galleria e giochi, mentre il video musicale è stato sostituito con uno di D!tto per la canzone-remix "Oui Oui Marie!" ed è stato incluso un inizio alternativo.

## Accoglienza

### Incassi
Gli Aristogatti è uscito nel dicembre 1970, in cui ha guadagnato $ 10,1 milioni in affitti al botteghino negli Stati Uniti e in Canada entro la fine del 1971. Il film è stato il film "general release" più popolare al botteghino britannico nel 1971. È stato il film più popolare in Francia nel 1971 e ha avuto un totale di 12,7 milioni di spettatori. È classificato anche come il diciottesimo più alto incasso di tutti i tempi in Francia. È stato il film più popolare uscito in Germania nel 1971 con 11,3 milioni di entrate, essendo l'undicesimo film con il maggior incasso del paese. Alla fine della sua corsa iniziale, il film aveva guadagnato affitti nazionali di $ 11 milioni e $ 17 milioni in paesi stranieri, per un noleggio mondiale di $ 28 milioni.
Il film è stato ripubblicato nelle sale degli Stati Uniti il 19 dicembre 1980, dove ha incassato altri $ 18 milioni e di nuovo il 10 aprile 1987, dove ha incassato $ 17 milioni. Il film ha incassato $ 32 milioni in tutto il mondo da una riedizione internazionale nel 1994, inclusi $ 11 milioni in Francia. Gli Aristogatti hanno avuto un incasso totale di $ 55,7 milioni degli Stati Uniti e in Canada, e il suo incasso totale al botteghino mondiale è di $ 191 milioni.

### Critica
Il sito web di aggregazione di recensioni Rotten Tomatoes ha riferito che il film ha ricevuto un punteggio di approvazione del 64%, con una valutazione media di 5,90/10 basata su 33 recensioni. Il suo consenso afferma: "Anche se Gli Aristogatti è uno sforzo per lo più mediocre per la Disney, viene riscattato dal lavoro straordinario del suo cast vocale e da alcuni brani jazz".
Howard Thompson del New York Times ha elogiato il film come "un grande divertimento in tutto e per tutto, piacevolmente condito con le melodie e sormontato da una delle jam session più divertenti di sempre da un gruppo di trasandati bohémien guidati da uno Scat Cat". Roger Ebert, scrivendo per il Chicago Sun-Times, ha assegnato al film 3 stelle su 4 riassumendo Gli Aristogatti come "leggero, piacevole e divertente, la caratterizzazione è forte e le voci di Phil Harris (Romeo) ed Eva Gabor (Duchessa) sono affascinanti nella loro assoluta correttezza". Charles Champlin del Los Angeles Times ha scritto che il film "ha un fascino gentile e bonario che delizierà allo stesso modo gli avannotti e i loro anziani." Ha elogiato l'animazione, ma ha osservato che il film "manca di un certo tipo di vigore, audacia e slancio, una sorta di enfasi focalizzata che si direbbe essere un marchio Disney". Arthur D. Murphy di Variety ha elogiato il film scrivendo che è "aiutato incommensurabilmente dalle voci di Phil Harris, Eva Gabor, Sterling Holloway, Scatman Crothers e altri, oltre ad alcune animazioni, canzoni, sentimenti eccezionali, alcuni dialoghi eccellenti e persino un tocco di psichedelia". Stefan Kanfer, recensendo per la rivista Time, ha osservato che "Le melodie nei primi sforzi della Disney sono state più ricche. Ma per l'integrazione di musica, commedia e trama, Gli Aristogatti non ha rivali".
Scrivendo nel suo libro "The Disney Films", lo storico e critico cinematografico della Disney Leonard Maltin ha scritto che "il peggio che si possa dire di Gli Aristogatti è che è immemorabile. È eseguito senza intoppi, ovviamente, e divertente, ma non è nemmeno superficiale. La storia né i suoi personaggi hanno alcuna risonanza". Inoltre, nel suo libro "Of Mice and Magic", Maltin ha criticato il film per aver riutilizzato Phil Harris per replicare Baloo de Il libro della giungla, liquidando Romeo come "essenzialmente lo stesso personaggio, dettato dalla stessa personalità vocale".

## Riconoscimenti
- 1971 - Grammy Award
  - Nomination Miglior registrazione per bambini
- 1973 - Golden Screen
  - Golden Screen
- 1981 - Golden Screen
  - Golden Screen con una stella
- 1972 - Premio Sant Jordi
  - Miglior film per bambini a Wolfgang Reitherman

## Il sequel cancellato
Nel 2005, i Disneytoon Studios avevano pianificato di realizzare un seguito del film. La storia avrebbe dovuto essere incentrata su Marie (Minou), la figlia di Duchessa, che si innamora di un altro gattino a bordo di una lussuosa nave da crociera, unita al fatto che lei e la sua famiglia dovevano affrontare un ladro di gioielli in mare aperto. Il progetto fu cancellato quando John Lasseter fu nominato nuovo direttore creativo della Disney.

## Remake live-action
Nel gennaio 2022 è stato rivelato che la Disney sta sviluppando un remake in live-action del film, nel marzo 2023 Questlove che aveva lavorato già come regista al documentario Summer of Soul (2021) dirigerà il film, sarà anche come co-sceneggiatore insieme a Will Gluck presente anche come produttore.